# Szuhobuzimszkoje
Szuhobuzimszkoje (oroszul: Сухобузимское) falu Oroszország ázsiai részén, a Krasznojarszki határterületen, a Szuhobuzimszkojei járás székhelye.
Népessége: 4361 fő (a 2010. évi népszámláláskor).

## Elhelyezkedése
Krasznojarszktól 70 km-re északra, a Jenyiszej Buzim nevű bal oldali mellékfolyójának partján helyezkedik el, a Jenyiszej bal partjától, Atamanovo falutól 28 km-re. Kb. 20 km-es bekötőút kapcsolja az észak felé, Jenyiszejszkbe vezető főúthoz.
Krasznojarszk vonzáskörzetéhez tartozik, élelmiszeripara a nagyváros ellátásának szempontjából is fontos. 

## Története
Templomát 1793-ban alapították, alsó szintjét 1801-ben szentelték fel, a felső szint építése elhúzódott. A teljes templomot 1817-ben szentelték fel, 1874-ben felújították. Az 1930-as évektől falusi klubbá alakították át. Évtizedekkel később a  kétszintes téglaépület kiégett és sokáig romosan állt. 2017 nyarán kezdték helyreállítani.
A járást 1924-ben hozták létre, 1963-ban területét a szomszédos járáshoz csatolták, majd 1968-ban a korábbi állapotot visszaállították. A faluban töltötte gyermekéveinek egy részét a neves orosz festő, Szurikov.